# 阿波しじら織
阿波しじら織（あわしじらおり）は、徳島県徳島市で生産される綿織物。とくしま市民遺産選定。徳島県指定無形文化財。経済産業大臣指定伝統的工芸品。

## 歴史
1866年（慶応02年） - 阿波しじら織の前身は「たたえ織」という木綿織物で、阿波国名東郡安宅村（現徳島市安宅）の海部ハナがそれを改良して創案した。経糸の張力差を利用し、独自のシボを出すのが特徴である。
1978年（昭和53年）07月22日 - 阿波藍を使用した「阿波正藍しじら織」が経済産業大臣指定伝統的工芸品に選定。
2010年（平成22年）03月01日 - とくしま市民遺産に選定。